# غول‌آسا (ترانه)
غول‌آسا (به انگلیسی: Gigantic) ترانه‌ای از گروه آلترنیتیو راک آمریکایی، پیکسیز است که در آلبوم روزای موج‌سوار قرار دارد و در سال ۱۹۸۸ منتشر شد. این ترانه به صورت مشترک توسط نوازنده گیتار بیس گروه، کیم دیل و خواننده اصلی گروه، بلک فرانسیس نوشته شده‌است. این ترانه در اسل ۱۹۸۸، به عنوان اولین تک‌آهنگ گروه منتشر شد. در این ترانه، کیم دیل خواننده اصلی است و یکی از موفق‌ترین ترانه‌های پیکسیز محسوب می‌شود که در کنسرت‌ها هم به شکل مکرر اجرا می‌شود.